# Christine (1983)
Christine ist ein Horrorfilm nach dem gleichnamigen Roman von Stephen King aus dem Jahre 1983. Regie führte John Carpenter, der auch die Filmmusik komponierte.

## Handlung
In einer  Detroiter Fabrikhalle rollen 1957 die neuen 1958er Modelle des Plymouth Fury auf dem Montageband zur Endkontrolle. Als ein Kontrolleur in das einzige rote Auto steigt, wird er danach tot darin aufgefunden.
Zeitsprung nach 1978. Der Highschool-Schüler Arnie Cunningham ist ein schwacher Typ und der Prügelknabe einer vierköpfigen Schülergang mit Buddy Repperton als Anführer. Eines Tages entdeckt Arnie einen stark restaurierungsbedürftigen 1958er Plymouth Fury in rot-weißer Speziallackierung und verliebt sich in den Oldtimer. Er kauft ihn sofort vom finsteren Bruder des verstorbenen Erstbesitzers und erfährt dabei, dass der Wagen auf den Namen „Christine“ hört. Er restauriert das Auto in mühevoller Handarbeit in Will Darnells Selbstschrauber-Garage. Man erfährt später, dass einst in diesem Auto schon mehrere Menschen auf mysteriöse Weise zu Tode gekommen sind.
Während der Arbeit verändert sich Arnies Charakter, er wird selbstbewusster, aber auch arroganter. Der Wagen ergreift Besitz von Arnie, der sich immer mehr von seinen Eltern und seinem besten Freund Dennis absondert, und stellt allmählich den Mittelpunkt in seinem Leben dar.
Als Buddy Repperton mit seinen Freunden eines Nachts den inzwischen komplett restaurierten Wagen aus Rache mutwillig völlig demoliert, jagt Arnie, nachdem er die Tat entdeckt, in seiner Wut und Aufregung sogar seine neue Freundin Leigh weg. Der Wagen erwacht zum Leben, repariert sich selbst und macht mörderische Jagd auf die Mitglieder der Schülergang, was zuerst einen und unwesentlich später in einem Feuerinferno an einer Tankstelle auch die restlichen drei Mitglieder das Leben kostet. Außerdem ist das Auto während seiner Selbstständigkeit für einen weiteren Toten verantwortlich, nämlich für Will Darnell, weil diesem der abgebrannte Wagen ohne Fahrer bei der Rückkehr auffällt. Von dem roten Plymouth, der für ihn eine soziale Ersatzbeziehung verkörpert, vollends in Bann geschlagen, verfällt Besitzer Arnie zunehmend dem Wahn, sich für erlittene Kränkungen an der ganzen Welt rächen zu wollen, was seinen einzigen menschlichen Freund Dennis zutiefst verunsichert.
Um das Morden zu beenden und Arnie wieder zur Vernunft zu bringen, beschließen Leigh und Dennis, Christine zu zerstören. Mit einer kurzgeschlossenen Planierraupe stellen sie sich einer brutalen Auseinandersetzung, die für Arnie als blindwütigen Angreifer (hinter dem Steuer) tödlich endet. Jedoch versucht Christine anschließend, den Kampf eigenständig weiterzuführen. Es gelingt Leigh und Dennis schließlich, Christine mit der Planierraupe vollständig zu zerstören.
Ein begleitendes Motiv ist die Musik der 1950er Jahre, die immer dann aus dem Radio des Fahrzeugs kommt, wenn das Auto zu einer Gefahr wird. Dies findet seinen Ausdruck in den letzten, von Leigh gesprochenen, Worten des Films: „Ich hasse Rock ’n’ Roll.“ Und erst in dieser letzten Szene des Films kommen an der endgültigen Vernichtung von Christine Zweifel auf.

## Synchronisation
Die deutsche Synchronfassung entstand bei der cine - adaption GmbH Film- und Fernsehsynchronisation, München. John Pauls-Harding schrieb das Dialogbuch und führte Regie.
| Figur              | Darsteller         | Deutscher Sprecher    |
| ------------------ | ------------------ | --------------------- |
| Arnie Cunningham   | Keith Gordon       | Pierre Franckh        |
| Dennis Guilder     | John Stockwell     | Pierre Peters-Arnolds |
| Leigh Cabot        | Alexandra Paul     | Simone Brahmann       |
| George LeBay       | Roberts Blossom    | Leo Bardischewski     |
| Will Darnell       | Robert Prosky      | Gernot Duda           |
| Rudolph Junkins    | Harry Dean Stanton | Klaus Höhne           |
| Michael Cunningham | Robert Darnell     | Willi Röbke           |
| Regina Cunningham  | Christine Belford  | Marianne Hoffmann     |
| Buddy Repperton    | William Ostrander  | Tommi Piper           |

## Anmerkungen

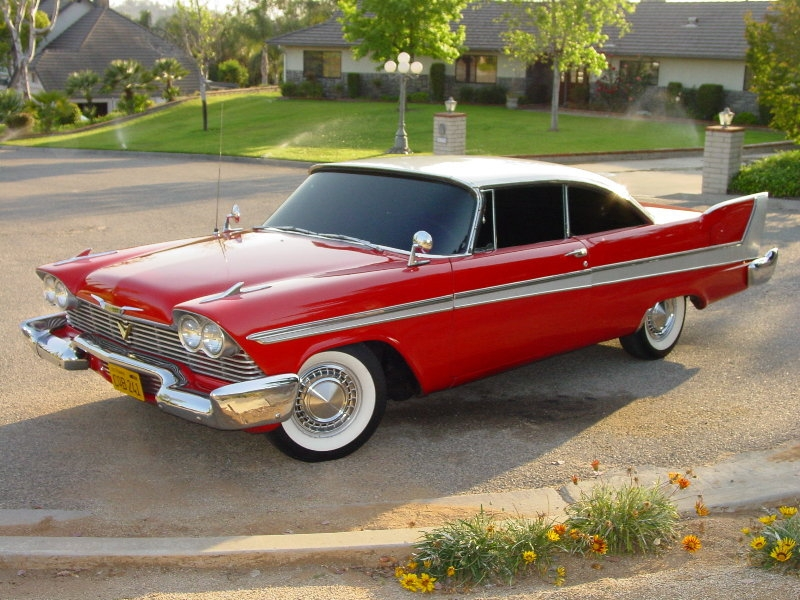
Christine: Eines der beiden verbleibenden Modelle aus dem Film

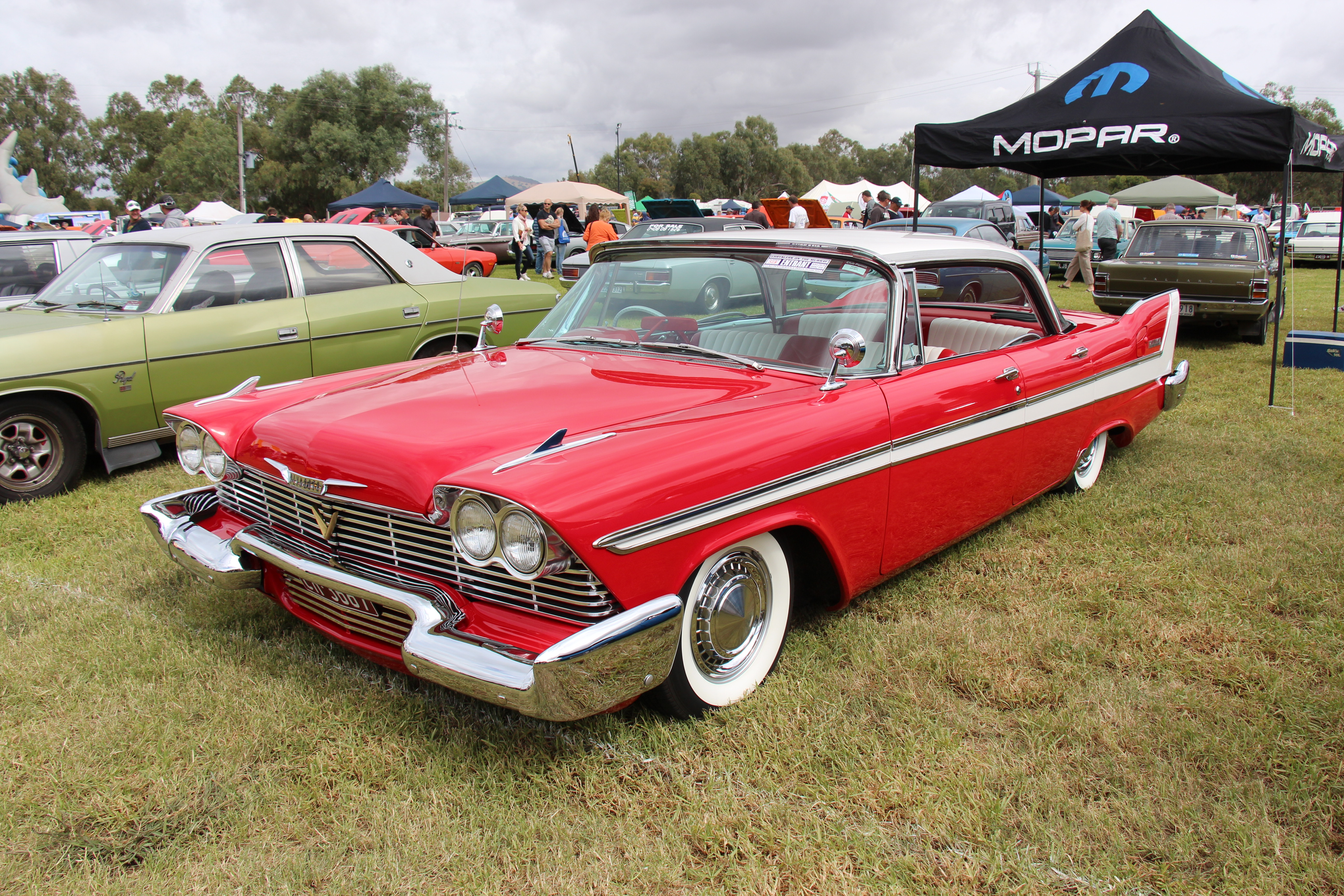
Beispiel eines 1958er Plymouth Belvedere mit Hardtop, ähnlich den Wagen, die im Film zum Einsatz kamen

## Kritiken
„John Carpenter, Spezialist für unheimliche Stoffe, spielt ironisch auch diesmal mit Angst und Schrecken, aber trotz aller Trickeffekte und manchen Feuerwerks ohne besonderen Erfolg.“

## Trivia
Bei den Dreharbeiten kamen 20 1958er Plymouth Fury zum Einsatz, von denen nur zwei nach den Dreharbeiten ohne Totalschaden blieben.
In der Nebenrolle als Inspektor Junkins ist Schauspieler Harry Dean Stanton zu sehen. Als Darsteller wurde Stanton von dem deutschen Regisseur Wim Wenders gefördert, in dessen Film Paris, Texas von 1984 übernahm Stanton eine seiner wenigen Hauptrollen.
Nach der anfänglichen Rückblende beginnt die Gesamthandlung im September 1978. Mit Ausnahme des 1977er Plymouth Fury von Inspektor Junkins sind die weiteren Fahrzeuge der Haupt- und Nebendarsteller deutlich gebrauchte bis ältere Fahrzeuge. Will Darnells Cadillac Coupe DeVille entstammt dem Modelljahr 1974, ähnlich wie der Volvo 145 von Arnies Eltern. Dennis Guilders Dodge Charger ist ein 1968er, Buddy Reppertons Chevrolet Camaro ein 1967er Modell.